# Gunbuster
Autre
Gunbuster (トップをねらえ！, Top wo nerae !) est un anime produit en 1988 par le jeune studio Gainax, plus tard connu pour avoir produit la série Evangelion. Il est composé de 6 OAV et est ressorti en version remastérisée fin 2004. La même année est aussi commercialisée une suite à la série, intitulée Diebuster (ou Gunbuster 2).

## Synopsis
En 2021 apr. J.-C., Noriko Takaya, jeune adolescente de 16 ans, intègre une école de pilotage de robot. Son but : aller dans l'espace et suivre les traces de son père, officier spatial tué par les extraterrestres huit ans auparavant.

## Personnages
Noriko Takaya
Jeune fille naïve, candide et sensible. Elle a tendance à culpabiliser et pleurer sur son sort. Malgré son dévouement à son travail, elle demeure inexpérimentée et gaffeuse.
Kazumi Amano
Elle correspond à l'« élève modèle ». Meilleure pilote du Japon, elle ne croit qu'en l'entrainement et à l'effort. Elle est déterminée à devenir la numéro un et ne voit en Noriko qu'un poids mort.
Jung Freud
Pilote soviétique de génie. Elle est la rivale rêvée de Kazumi. Elle deviendra, après quelques tensions passagères, la meilleure amie de Kazumi et de Noriko.
Kōichiro Ōta
Il est le coach de Noriko et de Kazumi, il est l'un des rares survivants du Luxion, vaisseau commandé par le père de Noriko, auquel il doit la vie. Sergent instructeur méthodique et dénué de sentiments, il est le seul à croire au talent de Noriko et l'envoie dans l'espace avec à peine un mois d'entrainement.
Capitaine Tatsumi Tashiro
C'est l'incarnation de l’officier japonais fier et valeureux, prêt à tous les sacrifices. Il commande successivement la base orbitale Silver Star, puis le tout nouveau croiseur de guerre Exelion et finalement le vaisseau amiral de la flotte terrestre l'Eltrum.
Kimiko Higuchi
C'est la meilleure amie de Noriko et sa camarade de classe à l'école de pilotage. Elle ne sera pas du voyage et restera sur Terre. Elle rappelle à Noriko la vie normale à laquelle elle aspire.
Reiko Kashiwara
Pilote censée accompagner Amano dans l'espace, injustement mise au banc par le Coach, elle tentera sans succès de se venger de Noriko.

## Anime

### Fiche technique
- Origine : Japon
- Titre original : Top wo nerae ! Gunbuster
- Titre international : Aim For The Top! Gunbuster
- Type : OAV
- Produit par : Gainax, Bandai Visual, Victor Entertainment
- Réalisateur : Hideaki Anno
- Scénario : Hideaki Anno, Toshio Okada
- Robot Design : Koichi Ohata
- Mechanical Design : Kazuki Miyatake
- Character Design : Haruhiko Mikimoto et Yoshiyuki Sadamoto
- Musiques : Kohei Tanaka
- Genre : Mecha, science-fiction, soap opera
- Durée : 6 × 25 minutes
- Année de production : 1988

### Épisodes
1. Incroyable ! Amano et moi sommes pilotes
2. Le défi d'une fille géniale
3. Premier amour, première sortie
4. L'arme ultime inachevée
5. S'il vous plaît, laissez un peu de temps à l'amour
6. Au bout de l'infini…

### Musique
Les chansons des génériques sont Active Heart et Try again! chantées par Noriko Sakai. La bande originale est signée Kohei Tanaka. Elle se compose de thèmes dynamiques et épiques, mais également de musiques tristes, voire tragiques, ce qui colle parfaitement avec l'univers de Gunbuster.
Au Japon, deux OST sont sorties sous le label Victor Entertainment Inc. Ils contiennent beaucoup de drama et de répliques de la série (20 % sur la première OST et jusqu'à un tiers sur la seconde).

### Voix originales
- Noriko Takaya : Noriko Hidaka
- Kazumi Amano : Rei Sakuma
- Jung Freud : Maria Kawamura
- Le Coach : Norio Wakamoto
- Capitaine Tatsumi Tashiro : Tamio Ōki

## Divers
L'anime s'est vu ajouter une suite sous le nom de Top wo nerae 2 ou encore Diebuster (Gunbuster 2 en France).
En 1999, Dybex sort la série sur le marché français en 3 VHS (2 épisodes par cassette). Beez Entertainment sort la série en 2005, cette fois en DVD. En 2008, Diebuster est aussi proposé par Beez. En septembre 2013, Dybex revient sur la série et annonce avoir signé pour sortir le film compilation en DVD et Blu-ray.
La première série de 1988 a été diffusée en intégralité en version originale sous-titrée sur la chaîne Nolife à l'automne 2008, au rythme d'un épisode par semaine, suivie de la diffusion de la seconde série, également en version originale sous-titrée et au même rythme. Le 8 juin 2015, la chaîne diffuse Gunbuster: The Movie, diffusion suivi par une mise en ligne durant une semaine sur leur site de VOD noco. La semaine suivante, Nolife diffuse la suite, Diebuster: The Movie.